# نعمان المتولي

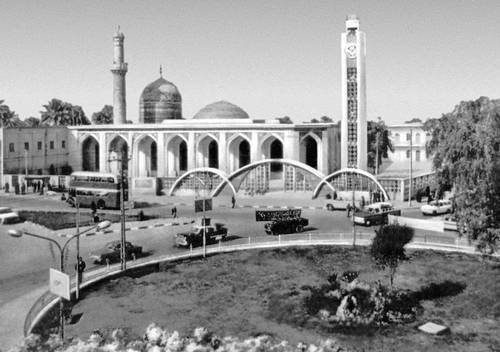
مشهد جامع الإمام الأعظم، والذي كان فيه الشيخ نعمان يشغل منصب المتولي للجامع

وهو الشيخ نعمان أفندي ابن عبد اللطيف بن محمد بن أحمد بن عبد العزيز بن داود العبيدي الأعظمي، ولد في الأعظمية في بغداد، عام 1255 هـ /1839م، ونشأ بها وتعلم القرآن ثم درس علوم اللغة العربية على علماؤها، ومن شيوخهِ أحمد السمين الألباني، وحسين البشدري، ودرس في كلية الإمام الأعظم، وكان ذا شخصية مهابة ومنزلة في المجتمع البغدادي، مسموع الكلمة مهاباً ومحترماً لدى الولاة والحكام، وكان ينوب عن أخيه الشيخ مصطفى في التولية على جامع الإمام الأعظم، ولقد منحتهُ الدولة العثمانية عدة أوسمة، لأخلاصهِ ووفاءهِ، وكان يعطي دروساً في العلوم المختلفة ولهُ مجلس وعظ يحضرهُ العلماء والأدباء.

## وفاته
توفى نعمان المتولي في الأعظمية ببغداد في شهر رجب من عام 1322 هـ / 1904م، وكان يوم وفاتهِ مشهوداً حضرهُ جمع غفير من الناس ودفن في مقبرة الخيزران في سرداب العائلة الكائن حالياً في مبنى كلية الإمام الأعظم خلف قبة ضريح الإمام أبي حنيفة النعمان.